# Афінна комбінація
Афінна комбінація — загальна назва операції, яка в векторних чи афінних просторах для певної скінченної множини точок чи векторів і множини скалярів тої ж потужності визначає деякий інший елемент векторного чи афінного простору.

## Визначення

### Векторні простори
Для векторних просторів афінна комбінація — лінійна комбінація векторів {\displaystyle x_{1},\dots ,x_{n}} векторного простору {\displaystyle V} над полем {\displaystyle F}:
{\displaystyle \sum _{i=1}^{n}{\alpha _{i}x_{i}}=\alpha _{1}x_{1}+\alpha _{2}x_{2}+\cdots +\alpha _{n}x_{n}},
сума коефіцієнтів в якій дорівнює 1, тобто:
{\displaystyle \sum _{i=1}^{n}{\alpha _{i}}=1}.

### Афінні простори
Якщо {\displaystyle \lambda _{1}+\cdots +\lambda _{n}=1,} нехай {\displaystyle g} позначає єдину точку афінного простору для якої
{\displaystyle \lambda _{1}{\overrightarrow {oa_{1}}}+\cdots +\lambda _{n}{\overrightarrow {oa_{n}}}={\overrightarrow {og}},}
для деякої точки {\displaystyle o.}
З означення афінного простору точка {\displaystyle g} не залежить від вибору початкової точки {\displaystyle o.} Тому для
{\displaystyle \lambda _{1}+\cdots +\lambda _{n}=1,}
можна просто записати як
{\displaystyle g=\lambda _{1}a_{1}+\cdots +\lambda _{n}a_{n}.}
Точку {\displaystyle g} називають афінною комбінацією точок {\displaystyle a_{i}} з коефіцієнтами {\displaystyle \lambda _{i}.}

## Афінна оболонка і незалежність
Для довільної підмножини S векторного чи афінного простору її афінна оболонка визначається як:
{\displaystyle \operatorname {aff} (S)=\left\{\sum _{i=1}^{k}\alpha _{i}x_{i}\,{\Bigg |}\,k>0,\,x_{i}\in S,\,\alpha _{i}\in \mathbb {R} ,\,\sum _{i=1}^{k}\alpha _{i}=1\right\}.}
Елементи деякої множини S називаються афінно незалежними, якщо жоден елемент цієї множини не належить афінній оболонці інших елементів. Еквівалентно якщо {\displaystyle o\in S} — довільна точка підмножини S афінного чи векторного простору, то елементи множини S називаються афінно незалежними, якщо множина векторів {\displaystyle S\setminus {o}-o} є лінійно незалежною. Для векторного простору розмірності n можна дати еквівалентне означення: якщо {\displaystyle \lambda _{1}+\cdots +\lambda _{k}=0} і {\displaystyle \sum _{i=1}^{k}\alpha _{i}x_{i}=0\,\,x_{i}\in S,}, то звідси випливає що {\displaystyle \lambda _{1}=\lambda _{2}=\ldots =\lambda _{k}=0.}
Для афінно незалежної множини жоден елемент її афінної оболонки визначений однозначно. Зокрема для афінного простору розмірності n афінно незалежна множина може мати щонайбільше n+1 точку. Кожна точка афінного простору однозначно визначається як афінна комбінація максимальної системи афінно незалежних векторів. Відповідні скаляри {\displaystyle \lambda _{1},\lambda _{2},\ldots ,\lambda _{n+1}} називаються барицентричними координатами точки.

## Властивості
Операція афінної комбінації комутує з будь-яким афінним перетворенням {\displaystyle T} в тому сенсі, що:
{\displaystyle T\sum _{i=1}^{n}{\alpha _{i}x_{i}}=\sum _{i=1}^{n}{\alpha _{i}Tx_{i}}}.
Зокрема, будь-яка афінна комбінація нерухомих точок заданого афінного перетворення {\displaystyle T} є також нерухомою точкою {\displaystyle T}, так що множина нерухомих точок {\displaystyle T} утворює Афінний підпростір
Коли стохастична матриця {\displaystyle A} діє на вектор-стовпець {\displaystyle B}, результатом буде вектор-стовпець, елементи якого є афінними комбінаціями елементів {\displaystyle B} з коефіцієнтами з рядків матриці {\displaystyle A}.